# 董進雄
董進雄（约1940年—2004年7月11日），臺灣臺東縣臺東市人，創辦臺東市第一個立案的慈善團體──慈心仁愛會。

## 生平
董進雄小時候家境不好，一直到退伍就業後情況才改善，後在臺東市市區市場開設藥房，與妻子朱正子結婚後生活安定，不時想起回饋社會的心願。1978年，發生石油危機，經濟蕭條，他邀集四十多位人士組成慈善會，取名「台東縣慈心仁愛會」。此團體為臺東第一個合法立案的愛心社團，會員大部份是臺東本地人，至1994年時有五十七位會員。其經費是會員每月捐出新台幣二百元累積而成，每年年節選定一個臺東縣的鄉鎮發放。基金支出除三節發給低收入戶過節金外，尚提供急難援助，為了發放作業順利，他們會親自至臺東各鄉鎮辦理發放及登記作業。
董進雄除擔任慈心仁愛會理事長外，並長年擔任天主教博愛基金會董事、家扶中心、更生保護會、生命線義工等職，自己出錢。1993年，馬偕醫院台東分院唯一的救護車，因搶救傷患途中發生車禍救護車損壞，他聽聞就個人拿出五十七萬七千二百元添購救護車給院方。九二一大地震後第二天9月22日，他自己就捐出一百萬元。
2004年7月初，罹患扁桃腺淋巴癌的董進雄，宿疾復發，送往花蓮慈濟醫院救治。罹患癌症期間，他還資助台東聖母醫院設立安寧病房。同月11日逝世時，咐家屬務必遵照其遺願，將遺體捐贈給慈濟醫院，供作病理醫學解剖用。佛光山日光寺辦告別式時，縣政府秘書陳美、地檢署檢察長何明禎、台東生命線、國際佛光會中華總會台東各分會、慈濟會員、家扶中心、更生保護會、臺中縣清水清雲巖住持惟聖法師等諸多團體人士前來悼念。
董進雄去世後，妻子朱正子繼續他的慈善活動。